# 박병운
박병운(朴秉蕓, 일본식 이름: 高木春光)은 일제강점기의 승려이다.

## 생애
생몰년이나 자세한 신상은 알 수 없다. 중일 전쟁 발발 전인 1937년 2월에 열린 31대본산주지회의에 순천 선암사 주지 자격으로 참석한 것이 처음 드러나는 활동 기록이다.
1937년 7월 중일 전쟁이 발발하자 선암사에서는 7월 25일과 8월 1일 두 차례에 걸쳐 국위선양 무안장구 기원 법요식이라는 행사를 개최했다. 참여 인원은 승려 59명을 포함하여 관리와 신도 등 총 130명이었다. 이때 본·말사가 힘을 합쳐 국방헌금을 모아 헌납했다.
이후 전쟁이 계속되면서 참전 군인과 유가족을 위한 위문금, 일본군 위문을 위해 조직된 북지황군위문단 경비 등을 계속 모금하여, 1938년 4월까지 선암사 본·말사가 중일 전쟁을 위해 헌납한 금액은 총 451원 79전이었다. 1939년 중일 전쟁 2주년 기념으로 일본군 위문금 187원 14전을 선암사 주지 명의로 조선불교중앙교무원에 송부한 일도 있다.
1940년 조선총독부로부터 선임사 주지로 재임 인가를 받아 1943년까지 재직한 것을 마지막으로 행적이 전해지지 않는다.
민족문제연구소가 친일인명사전 발간을 위해 2008년 발표한 친일인명사전 수록예정자 명단 종교 부문에 포함되었다.

## 같이 보기
- 선암사

## 참고자료
- 임혜봉 (2005년 3월 1일). 〈박병운 : 국방비와 위문금을 바친 선암사 주지〉. 《친일 승려 108인》. 서울: 청년사. 255~256쪽쪽. ISBN 9788972783848.